# عدم المساواة بين الجنسين في الصين

امرأة تشوانغ في قويلين

عدم المساواة بين الجنسين في الصين هو مخطط اقتصادي مركزي اشتراكي يعزز استحقاق الإناث، المساواة، وتدمير الأدوار التقليدية للجنسين، وتقليص عدد السكان قبل عام 1978. بعد الشروع في الإصلاحات الاقتصادية في التسعينات وبداية الألفية الجديدة، برزت اللامساواة بين الجنسين في سوق العمل الصيني كقضايا اقتصادية واجتماعية ضئيلة.
على المستوى العالمي، فإن عدم المساواة بين الجنسين في الصين بسيط نسبيًا. في عام 2014، احتلت الصين المرتبة 91 من أصل 187 دولة على مؤشر عدم المساواة بين الجنسين التابع لبرنامج الأمم المتحدة الإنمائي.
بين مكونات مؤشر عدم المساواة بين الجنسين، نسبة وفيات الأمهات [الإنجليزية] في الصين 32 من أصل 100,000 ولادة حية.
أكمل 58.7 في المائة من النساء في سن 25 وما فوق التعليم الثانوي، في حين أن الإحصاء النظير للرجال كان 71.9 في المائة. بلغت نسبة مشاركة المرأة في قوة العاملة 63.9 في المائة (مقارنة بـ 78.3 في المائة للرجال)، وشغلت النساء 23.6 في المائة من مقاعد المجلس الشعبي الوطني.

## قبل ثورة 1949
قبل الثورة الماوية عام 1949، كانت المرأة مقيدة بشكل عام بالأدوار التقليدية للجنسين بين الزوجات أو الأمهات أو الدعارة. ينجم اضطهاد الإناث جزئيًا عن معتقدات الكونفوشيوسية حول أدوار الجنسين في المجتمع (مثل طاعة الوالدين)، وهي الأفكار التي لا تزال مؤثرة. كان من المتوقع أن تكون الزوجات خاضعات لأزواجهن، ويعيشون لهم. كانت المحظيات أقل درجة من النساء المتزوجات، وكان يتم الاحتفاظ بهن كعشيقات من قبل الرجال للخدمات الجنسية أو لتربية الأطفال.  كثيرا ما نتج عن الدعارة بيع النساء في بيوت الدعارة من قبل آبائهم. خلال عهد أسرة تشينغ، كان هناك القليل من القوانين التي تنظم الدعارة؛  ونتيجة لذلك، كانت وضعية البغايا مماثلة للعبيد وتفتقر إلى الحقوق القانونية.
تعريف الزواج بشكل فضفاض وشمل الزوجات والمحظيات والعبيد. كان للرجال حرية ممارسة الجنس مع النساء لأي من هذه الفئات الثلاث في «الأسرة الممتدة».  يُحظر على النساء ممارسة الجنس مع عبيد الأسرة، وهي جريمة يُعاقب عليها بقطع الرأس. كان للرجال في كثير من الأحيان تعدد الزوجات (سمح بزوجة واحدة وعدد غير محدود من محظيات)، ولكن كان يسمح للمرأة بزوج واحد فقط. توضح هذه العلاقة بين الرجل والمرأة في الأسرة القوة التي يتمتع بها الرجل في الأسرة وحريتهم الأكبر مقارنة بالمرأة. فالنساء، على سبيل المثال، يفقدن مكانتهن الاجتماعية عمومًا بسبب علاقة خارج إطار الزواج. ومع ذلك، تعاقب قوانين تشينغ كلا الطرفين بالتساوي عند ممارسة الجنس قبل الزواج.

### ربط القدم
يشار إلى ربط القدم كممارسة قمعية. فالعادة الصينية ربط القدم نشأت خلال فترة أسرة سونغ، وكان يمارسها أغنى أفراد المجتمع في القرن الحادي عشر. ومع مرور الوقت، انتشرت وتوسعت الممارسة إلى طبقة الفلاحين. ربط القدم تهدف إلى التفريق بين الطبقات العلوية والسفلية؛ واعتبر منظرها جذابًا،  حيث أصبحت أرجلهم تعرف باسم «اللوتس الذهبي».
العادة تهدف إلى الحد من نمو أقدام الفتيات، وتبدأ في سن الثالثة.يؤدى ربط القدم في نهاية المطاف إلى أن يصبح قوس القدم بزاوية كبيرة لدرجة أن المرأة كانت تعاني من ألم مستمر وكانت لديها قدرة محدودة على المشي. ربط القدم تجعل المرأة تابعة للرجل في عدة النواحي. وكان عنصرا أساسيا في أهلية الزواج، لأن النساء كثيرا ما يربطن أقدامهن لزيادة فرصهن في العثور على شريك أفضل للزواج. استخدم الرجال ربط القدم لإجبار النساء على التبعية؛ بسبب الألم المرتبط بالمشي، فاقتصردور النساء على الأنشطة المنزلية. واجهت النساء ذوات الأقدام المقيدة صعوبة كبيرة في القيام بمهام بسيطة (مثل الوقوف من على كرسي دون مساعدة) وإمكانية وصول لوظائف أقل من النساء ذوات الأقدام العادية. شجعت منظمة Foot Foot على الاستعارة الجنسية للمرأة، حيث أنها تفي بالرغبات الجنسية للرجال.  لقد عززت الإيديولوجية القائلة بأن المرأة كانت مفيدة فقط في الأدوار الجنسية المستقرة لإشباع رغبات الرجال. 
كان ربط القدم جزءًا راسخًا من الثقافة الصينية لدرجة أن الإمبراطور كانغ هسي لم يتمكن من قمع هذه الممارسة في عام 1650. بدأت المعتقدات واسعة النطاق لمكافحة ربط القدم خلال أواخر القرن التاسع عشر، واكتسبت شعبية حتى تم حظر هذه الممارسة في عام 1912. في عام 1997، تشوهت أقدام 38 في المائة من نساء بكين اللائي تزيد أعمارهن عن 80 عامًا و18 في المائة من النساء اللائي تتراوح أعمارهن بين 70 و 79 عامًا بسبب ربط القدم. 

### تعليم المرأة
كان الغرض من تعليم المرأة هو تعزيز وضعها التبعي والتأكد من أنها تطيع القواعد التي يضعها الرجال. تم تعليم النساء القواعد الاجتماعية التي تقيد حقوقهن وسلوكهن. فقط النساء من الطبقة الوسطى والأثرياء يحصلن على التعليم، مما يشير إلى تفوق الأسرة. تم تعليم النساء في المنزل من قبل المعلمين الذين اتبعوا المعايير الاجتماعية. في عهد أسرة هان الشرقية، تم استخدام أربعة كتب لتعليم المرأة: Nü sishu (بما في ذلك Nüjie) لـ بان تجاو و Nü lunyu لـ Song Ruoxin و Nüxun للإمبراطورة Renxiao و Nüfan jielu بواسطة Ms. Liu. عززت هذه الكتب القواعد التي أضرت بالمرأة وقيدت أنشطتها اليومية. الطوائف الثلاث والفضائل الأربع التي تبنتها نساء كثيرات هي جزء من Nüjie . كانت الطاعة الثلاثة هي «طاعة الأب قبل الزواج» و «طاعة الزوج أثناء الزواج» و «طاعة الأبناء أثناء الترمل»، مما يدل على خضوع النساء للرجل طوال حياتهم. وكانت الفضائل الأربعة هي «الفضائل الأنثوية»، «الكلمات الأنثوية»، «المظهر الأنثوي» و «العمل الأنثوي»، المصممة لتلبية احتياجات الرجال والمجتمع. تم إهمال رغبات واحتياجات النساء، وأصبح التعليم أداة للحفاظ على سيطرة الذكور على النساء.
تم تقييد شخصية المرأة أيضًا من خلال هذا التعليم. تم تعليم النساء أن يكونن ضعيفات ومرؤوسات، مع احترام الرجال الذين سيطروا عليهم. تم التأكيد على الاختلافات الجسدية بين الرجال والنساء. كان ينظر إلى الرجال على أنهم «يانغ»، وكان ينظر إلى النساء على أنه «يين». يين ويانغ هما عكس بعضهما البعض، ولم يُسمح للنساء بالتفاعل الجسدي مع الرجال خارج إطار الزواج. كانت النساء (مثل اليين) يُعتبرن عنصرًا سلبيًا، مما يعزز وضعهن الأدنى، وكان يُمنع في بعض الأحيان من مغادرة غرفهن لإظهار ولاءهن. كانت طاعة الرجال والأقارب الأكبر سناً هي العنصر الأساسي في تعليم المرأة. كانت النساء عاجزات عن المقاومة، لأن المجتمع لن يقبل النساء اللائي يتحدن الرجال. كعامل اجتماعي، لعب تعليم المرأة دورًا مهمًا في تشكيل صورتها والحفاظ على مكانتها التابعة للعديد من السلالات.

## عصر ماو
خلال عصر الاقتصاد المخطط (1949-1978، المعروف أيضًا باسم عصر ماو تسي تونغ)، سعى الحزب الشيوعي إلى جعل المرأة الصينية متساوية من الناحية القانونية والاجتماعية مع الرجل. حاولت الحكومة الشيوعية تحدي معتقدات الكونفوشيوسية، وكان أحد أهدافها الرئيسية تحسين الوضع الاجتماعي للمرأة من خلال تشجيع دخولها إلى القوة العاملة. ينص دستور جمهورية الصين الشعبية، الذي سُن في عام 1954، على أنه يجب أن تتمتع المرأة والرجل بحقوق متساوية. لتعزيز المساواة بين الجنسين، روج الحزب الشيوعي شعار «المرأة تحمل نصف السماء» لتوضيح أهمية المرأة في النجاح الاقتصادي للصين. نفذ الحزب والحكومة سياسات تضمن المساواة في الأجر عن العمل المتساوي وتكافؤ الفرص بين الرجال والنساء.
لكن في الممارسة العملية، ظل عدم المساواة في الأجور قائماً خلال هذه الحقبة بسبب الفصل المهني والصناعي حسب الجنس. عادة ما تقسم الشركات وظائفها إلى مجموعتين (أساسية وثانوية)؛ كان من المرجح أن يحصل الرجال على وظائف أساسية والوظائف الثانوية للنساء. بينما كانت النساء يدخلن سوق العمل، كان لا يزال من المتوقع أن يعتنين ببيوتهن وعائلاتهن. ونتيجة لذلك، قيل إن النساء يتحملن «عبئا مضاعفا» من العمل خلال عهد ماو.

### دولة المساواة بين الجنسين
تشير دولة المساواة بين الجنسين إلى دعم الدولة لمساواة المرأة في القطاع العام وقطاع العمل من خلال التشريعات، وغالبًا ما تكون قوانين الدولة تقدمية لضمان المساواة بين الجنسين. عززت هذه الحركة النسائية المدعومة من الدولة فرص العمل للمرأة في القطاع العام وقدمت مزايا مثل إجازة الأمومة والرعاية النهارية للعاملات. فرضت نسوية الدولة أيضًا قوانين تحظر تعدد الزوجات، بيع وشراء النساء، ورتبت الزواج والدعارة.
صرحت يانغ في مقالها «من محو الجنس إلى الفوارق بين الجنسين»، بأن دولة المساواة بين الجنسين خلال عصر ماو حررت «النساء من النظام الأبوي التقليدي، لكن على الرغم من أن النساء قد تم إدخالهن في المجال العام للعمل والسياسة، فقد تم نسيان الأجندة النسوية مع تراجع بروز النوع الاجتماعي وتحول المرأة إلى رعايا الدولة في نظام ذكوري جديد للدولة». ووفقًا لليزا روفيل، عالمة الأنثروبولوجيا الأمريكية التي تهتم بالدراسات النسوية والجنسانية، فإن «حالة الأرامل التعساء (وبناتهن) من الأسر الفقيرة تغيرت بشكل كبير من" الأحذية المكسورة "إلى" نماذج العمل "بعد عام 1949». على الرغم من أن دولة المساواة بين الجنسين توفر بعض الحماية القانونية للمرأة، إلا أنها لم تحقق المساواة بين الجنسين. وافقت غيل هيرشتر:«لم تغير الثورة الشيوعية عمل النساء. المرأة عملت دائما. ما غيرت الثورة هو بيئة العمل والتفسير الاجتماعي للعمل خارج السياق العائلي.» 

## بعد عصر ماو

### الإصلاحات الاقتصادية وسوق العمل
كان تغيير سياسة التوظيف جزءًا كبيرًا من إصلاحات الصين بعد عهد ماو. في عهد ماو الصين، شكّل نظام توظيف Tong Bao Tong Pei ، وهو نظام مركزي أنشأ وظائف مضمونة من الحكومة. بسبب انتشار البطالة بعد الثورة الثقافية، قام الحزب الشيوعي والحكومة بالتخلص التدريجي من العمالة المضمونة وإصلاح نظام التشغيل كجزء من التغيرات الاقتصادية الكبيرة.
حدث الإصلاح في ثلاث مراحل. خلال المرحلة الأولى (1978-1991)، تم تكييف الإطار الحالي: الحفاظ على التوظيف المخطط له باعتباره الشكل الرئيسي للتوظيف وإضافة نظام ذي مسارين يسمح بالتوظيف الحكومي والقطاع الخاص.  في المرحلة الثانية (1992-2001)، استمرت الإصلاحات الإضافية في تعزيز نظام التوظيف الموجه نحو السوق مع الحفاظ على درجة من العمالة المخطط لها. في المرحلة الثالثة (بعد 2001)، تم تسريع عملية الإصلاح لإنشاء نظام توظيف موجه نحو السوق كان فيه تشغيل القطاع الخاص أساسيًا. أخذت إصلاحات السوق الصين بعيدا عن التخطيط الاقتصادي المركزي ونحو نظام قائم على آليات السوق الرأسمالية.
على الرغم من أن النساء حصلن على فرص أكبر بكثير للعمل في ظل الإصلاح الاقتصادي، فقد تحملن حصة غير متناسبة من تكاليفه.  قوضت الإصلاحات الاقتصادية الموجهة نحو السوق في الصين المساواة بين الجنسين في مكان العمل باستخدام النساء المهاجرات كقوة عاملة رخيصة ومرنة. تشكل النساء المهاجرات نسبة كبيرة من عمال المصانع والخادمات وعمال المنازل، وهي وظائف معرضة للاستغلال بسبب عدم وجود تدقيق عام.  ومع ذلك، فإن النساء المهاجرات ضروري لنجاح اقتصاد السوق الحرة في الصين؛ دون عملهم غير المكلف، لم تتمكن البلاد من المنافسة بنجاح في سوق التصنيع العالمي.  في ظل غياب اللوائح الحكومية الصارمة التي تحمي حقوق المرأة (ويرجع ذلك جزئياً إلى درجة الفساد في الصين)، لا يزال عدم المساواة بين الجنسين في سوق العمل يمثل مشكلة في نظام السوق الحرة في البلاد.  
منذ الإصلاحات الاقتصادية، نما متوسط الدخل الحقيقي للعمال المحترفين الذكور بمقدار 350 بالمائة.بالرغم من أن النساء قد حصلن على فرص عمل، إلا أن النمو غير المسبوق في رواتب الرجال قد وسّع فجوة الأجور بين الجنسين. حدثت أكبر زيادة (وأوسع) في فجوة الأجور خلال أواخر التسعينيات، حيث تحول سوق العمل من نظام أجور خاضع للتنظيم الإداري إلى نظام موجه نحو السوق. 

### سياسة الطفل الواحد والتفاوت بين الجنسين

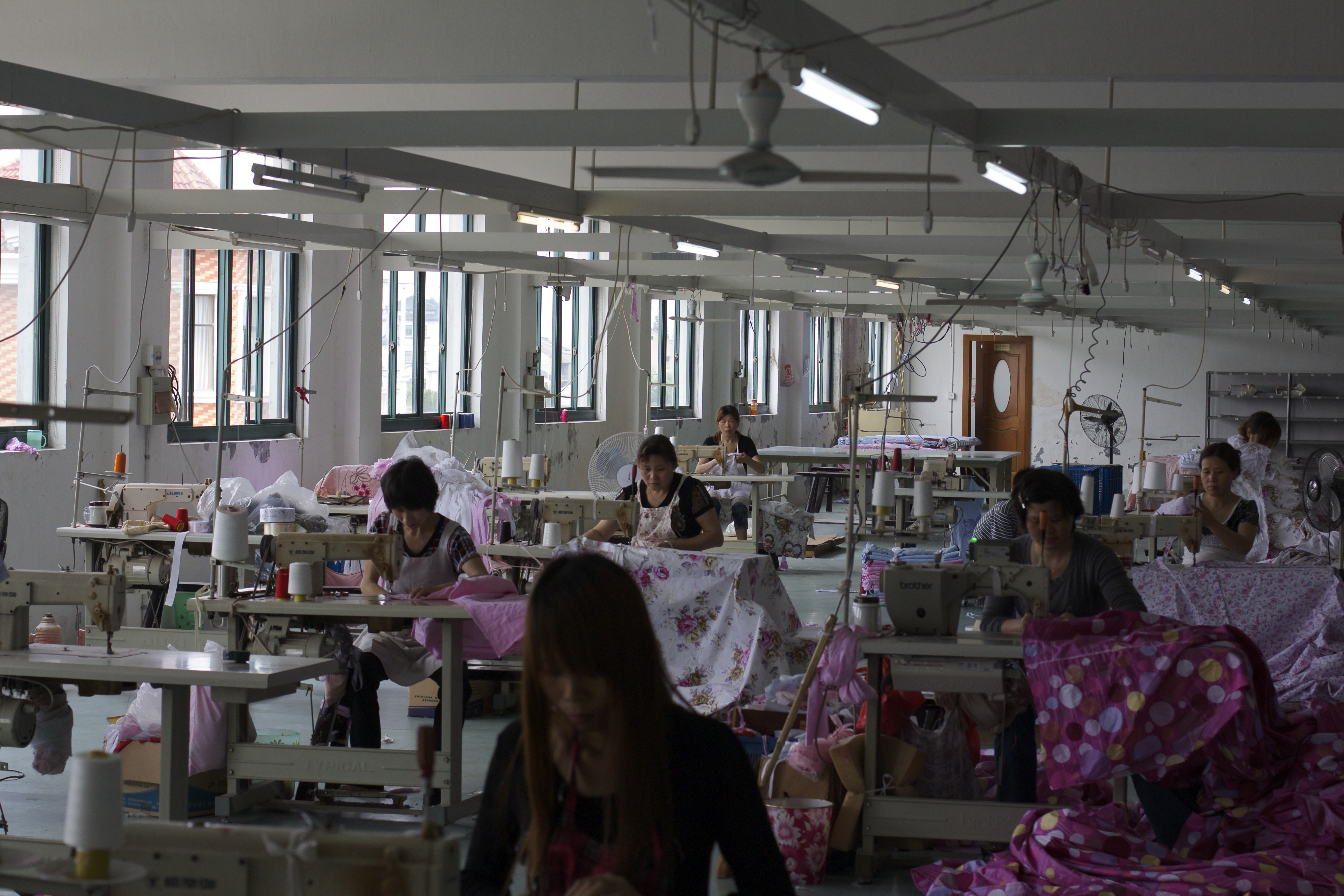
عاملة في مصنع حرير صيني

تم وضع سياسة الطفل الواحد الصينية في عام 1979، وهي تحد من عدد الأطفال الذين يمكن أن يكون لدى الآباء. لأن الآباء يفضلون الأبناء، زادت حالات الإجهاض الانتقائي بسبب الجنس ووأد البنات زيادة كبيرة. وقد أدى هذا إلى الاكتظاظ السكاني للذكور في الصين. في عام 2005، فاق عدد الرجال دون سن العشرين عدد النساء بأكثر من 32 مليون. 

## عدم المساواة في مكان العمل

### عدم المساواة في الأجور
أصبح تقسيم الأجور على أساس النوع الاجتماعي قضية رئيسية في الصين بعد الإصلاح. وجدت دراسة أجريت عام 2013 أن النساء يتقاضين رواتبًا بنسبة 75.4 في المائة مما يدفعه الرجال (في المتوسط 399 يوان صيني  شهريًا، مقارنة بـ 529 يوان صيني شهريًا للرجال.) 
هذه الإحصاءات تتماشى مع النتائج السابقة. وجدت دراسة حول الأجور عام 1990 أن النساء حصلن على 77.4 في المئة من دخل الذكور في المناطق الحضرية (149.6 يوان، مقارنة ب 193.2 يوان للرجال) و 81.4   في المئة من دخل الذكور في المناطق الريفية (بمعدل سنوي قدره 1235 يوان صيني للنساء و 1518 يوان صيني). تشير هذه النتائج إلى أن فجوة الدخل لم تغلق في الصين، وقد يكون عدم المساواة في الأجور في ارتفاع. يُعزى ثلثا هذا الفارق إلى عدم المساواة في الأجر عن نفس العمل. جزء من الاختلاف ناتج عن مهارات عالية الجودة التي يكتسبها الرجال من خلال فرص تعليمية أفضل، ومناصب إدارية، وخبرة عمل سابقة. بما أن النساء لديهن فرصة محدودة لتطوير التعليم أو المهارات اللازمة للحصول على وظائف عالية المستوى، فغالبًا ما يحصلن على أجر أقل مقابل عملهن؛ تم حرمان صاحبات المشاريع من فرص التواصل مع نظرائهن من الرجال. ساهم عدد من العوامل في ارتفاع عدم المساواة في الأجور في الصين.
تم تحديد الخلفية التعليمية والمهنية كعاملين رئيسيين لزيادة الفجوة في الأجور بين الجنسين،  وتم الاعتراف بالآثار الإقليمية كسبب رئيسي لتزايد عدم المساواة في الأجور.  لا تزال النساء في مكان العمل يواجهن التمييز، ويتم تثبيطهن عن التقدم للوظائف الإدارية والأجور المرتفعة. لا تزال الغالبية العظمى من القطاعات يهيمن عليها الذكور، وغالبا ما تشمل الأحداث التجارية الاعتداء الجنسي على النساء. في ثقافة الأعمال الصينية، تتم الصفقات والشراكات من خلال أمسيات المآدب، والذهاب إلى حانات KTV والشرب.  تلعب مضيفات الإناث (وأحيانًا العاهرات) دورًا مهمًا في نجاح هذه التجمعات، مما يبرز ذكورية رجال الأعمال.  نظرًا للطبيعة الجنسية لهذه الأحداث، غالبًا ما يتم تثبيط صاحبات المشاريع عن (أو حضور غير مريح) في أمسيات التواصل هذه.  نتيجة لذلك، تتمتع سيدات الأعمال بوصول أقل إلى شبكات المسؤولين الحكوميين والشركاء التجاريين والمؤسسات العالمية ذات الأهمية البالغة لنجاح رواد الأعمال في الصين. 
العامل الرئيسي في الفجوة في الأجور بين الجنسين في هونغ كونغ هو العمر. يحقق عدد أكبر من الرجال مناصب عليا في الوظيفة لأن النساء يغادرن سوق العمل في وقت مبكر لرعاية أسرهن. يبقى الرجال في سوق العمل لفترة أطول، مما يسمح بزيادة عدد الوظائف وفرص العمل الأفضل. تكسب النساء في الثلاثينات من العمر 11 في المائة أقل في المتوسط من نظرائهن من الرجال، وتزداد الفجوة مع تقدم العمر؛ النساء اللائي تتجاوز أعمارهن 60 سنة يكسبن في المتوسط 322000 دولار هونج كونج، أي حوالي نصف الـ 618,000 دولار هونج كونج التي يكسبها الرجال. على الرغم من تضييق فجوة الأجور، هناك مجال للتحسين. سيكون عدم المساواة في الأجور القائم على النوع الاجتماعي عاملاً رئيسياً في قرارات الأجور بسبب برامج الشمول والتنوع (I&D)؛ ثلاثة عشر في المئة من أرباب العمل في آسيا والمحيط الهادئ لديهم برامج I&D.

### الفصل المهني
يمثل تأنيث العمالة في القطاع غير الرسمي وانخفاض قيمة المهن التي تهيمن عليها الإناث اتجاهين جديدين لسوق العمل منذ الإصلاحات الاقتصادية في الصين. وجدت دراسة استقصائية شملت سبع مقاطعات وأحد عشر مدينة أن الفصل بين الجنسين زاد في أربعة وأربعين من أصل واحد وخمسين وظيفة تم فحصها بين عامي 1985 و2000،  وتم تقييد النساء من الدخول في عدد أكبر من المهن المهنية بناءً على جنسهن.  وقد مُنعن من الحصول على وظائف ذوي الياقات البيضاء أكثر من وظائف ذوي الياقات الزرقاء، مما يدل على صعوبة حصول النساء على وظائف ذات مستوى أعلى. يتمثل أحد الآثار المترتبة على فرص عمل النوع الاجتماعي في انخفاض الأجور بالنسبة إلى النساء، وهو ما يتضح من انخفاض متوسط دخل المؤسسات التي تهيمن عليها الإناث مقارنة بالمؤسسات التي يهيمن عليها الذكور. خلال أوائل التسعينيات، صاحبت زيادة في عدد الموظفات في صناعات المبيعات والخدمات انخفاض في متوسط دخل هذه القطاعات. تشير البيانات من نفس الفترة الزمنية إلى وجود علاقة عكسية بين نسبة النساء العاملات في مؤسسة ومتوسط الأجر لموظفي المؤسسة.

### اقتصاد الجمال
يشير «اقتصاد الجمال» إلى الشركات التي تستخدم شابات جذابات لزيادة الأرباح. عادة ما تُعرف النساء اللواتي يستخدمن الترويج للسلع والخدمات باسم العمال ذوي الياقات الوردية. يمكن العثور على هؤلاء النساء في معارض السيارات وأكشاك الشركة في المؤتمرات وفي النشر والتأمين والتطوير العقاري.  يعد اقتصاد الجمال نقلة ملحوظة عن مواقف عصر ماو التي خضعت فيها الحياة الجنسية لتعزيز المساواة بين الجنسين. في الصين في القرن الحادي والعشرين، يتم الترويج للجنس في المساعي الرأسمالية.  على الرغم من أن العديد من النساء المنخرطات في اقتصاد الجمال يشغلن وظائف عادية نسبيًا، إلا أن أخريات يشاركن في مساعي معقدة قانونًا كـ «نساء رماديات»: العشيقات والمضيفات اللائي يقدمن خدمة زبائن أغنياء.  هؤلاء النساء يبيعن نشاطهن الجنسي (بما في ذلك أجسادهن في بعض الأحيان) كسلعة مستهلكة في الاقتصاد الرأسمالي.  جعلت العلاقة الوثيقة بين النساء الشابات اللواتي يفتقرن إلى الجنس وعالم الأعمال الشؤون غير الزوجية شائعة بين رجال الأعمال الصينيين.  هذا الاتجاه الذي حظي بتغطية إعلامية كبيرة قد خلق سوقًا جديدًا من المنتجات للزوجات الهرمات ليظلن شابات ويحتفظن بأزواجهم (من الناحية المثالية).  في عام 2004، كان لدى الصين ثامن أكبر سوق لمستحضرات التجميل في العالم وثاني أكبر سوق في آسيا.  لقد وضع اقتصاد الجمال معايير عالية للمظهر الجسدي، وشجع النساء على استهلاك منتجات الحفاظ على الشباب وتعزيز العمر. 

### بطالة
في فترة إصلاح الشركات المملوكة للدولة في أواخر 1990s، تم تسريح النساء بأعداد أكبر وحصلن على اقتطاع أكبر للأجور من الرجال.  تأثرت الصناعات التي تهيمن عليها النساء، مثل المنسوجات وغيرها من الصناعات الخفيفة، بالإصلاحات وفقدت العديد من النساء وظائفهن؛  الموظفون في الوظائف الثانوية تم تسريحهم بأعداد أكبر من العاملين في الوظائف الأولية. وبما أن النساء يشغلن نسبة عالية من الوظائف الثانوية، فقد كن أول من تم تسريحهن خلال فترة الركود الاقتصادي؛ كما أجبرت النساء على التقاعد في سن أصغر من الرجال. كان سن التقاعد الذي تفرضه الحكومة للنساء أقل بشكل عام من سن خمس سنوات بالنسبة للرجال، لكن سن التقاعد الداخلي (الذي تحدده المؤسسات الفردية) كان أقل بالنسبة للنساء. الشركات التي استغنت عن معظم العمال كانت أدائها ضعيفًا ولم تكن قادرة على البقاء في اقتصاد السوق الجديد؛ كما أنهم يستخدمون نسبة أكبر من النساء مقارنة بالرجال. عندما ذهبت الشركات، كان عدد النساء أكبر من الرجال العاطلين عن العمل. 

### التمييز في التوظيف
في فترة الإصلاحات الموجهة نحو السوق، كان هناك دليل واسع النطاق على التمييز في فرص العمل في التوظيف.  يأخذ تمييز على أساس الجنس في التوظيف شكلين: واضح ومخفى.  يشير التمييز الصريح بين الجنسين إلى القيود المنصوص عليها مباشرة على النساء في عملية التوظيف، ويحدث التمييز الخفي في المقام الأول في التوظيف التفضيلي للرجال. لدى الصين المعاصرة ثلاثة أنواع عامة من التمييز على أساس نوع الجنس في التوظيف. تخلق قيود النوع الاجتماعي على الوظائف وفرص العمل بيئة حيث يتم الترحيب بالنساء فقط في وظائف تتناسب مع الأدوار التقليدية للإناث: في المقام الأول العمل في المنزل أو السكرتارية أو العمل في المصنع.  يؤثر التمييز بين الجنسين أيضًا على النساء في سن الإنجاب، اللائي يتم تجاوزهن بشكل متكرر بسبب احتمال فقدان الإنتاجية في المستقبل نتيجة الحمل.  يؤثر العمر على العديد من النساء، وخاصة النساء العاملات في صناعة الخدمات (حيث يعتبر الشباب عنصرا أساسيا في النجاح في مكان العمل).  في هذا القطاع، كثيرا ما تحرم النساء فوق سن 30 من العمل.  تخضع طالبات العمل اللائي تجاوزن الأربعين من العمر للتقاعد بشكل خاص في معظم الصناعات، رغم أنهن تجاوزن سن الإنجاب.  الحد الأقصى للسن للرجال هو أكثر طولا، وعادة 40 أو 45 سنة من العمر.  على الرغم من وجود قوانين لمنع التمييز في التوظيف، إلا أن هناك القليل من التطبيق. 

## وصلات خارجية
- كوني امرأة في الصين اليوم: ديموغرافيا النوع الاجتماعي
- المساواة بين الجنسين في الصين
- خمس طرق تغلق بها النساء في الصين الفجوة بين الجنسين
- هل تواجه النساء في الصين تفاوتًا أكبر من النساء في أماكن أخرى؟